# Picophagophyceae
Classe
Les Picophagophyceae sont une classe d’algues de l’embranchement des Ochrophyta.

## Liste des ordres
Selon AlgaeBase (13 mars 2022) :
- ordre des Picophagales Cavalier-Smith, 2006